# 大久保忠高
大久保 忠高（おおくぼ ただたか）は、江戸時代前期から中期の旗本、大名。烏山藩大久保家初代。

## 生涯
1500石を領した旗本大久保忠知の長男として生まれた。
正保元年（1644年）、父の死去により遺領を相続する。500石を弟の忠信に分与して1500石を領した。小姓組番頭、新番頭を経て寛文2年（1662年）1,000俵加増。延宝4年（1676年）に留守居となり、延宝7年には（1679年）2000俵、天和2年に（1682年）2000石をそれぞれ加増された。さらに側衆に進み、貞享元年（1684年）に2000石加増され、貞享3年（1686年）に1500石を加えて近江国6郡に計1万石を領する大名となった。
元禄2年（1689年）に徳川綱吉から側衆を罷免され閉門処分となった。
元禄12年（1699年）に家督を次男の常春に譲って隠居した。元禄15年（1702年）死去。